# Holcoperla angularis
Holcoperla angularis är en bäcksländeart som först beskrevs av Wisely 1953.  Holcoperla angularis ingår i släktet Holcoperla och familjen Gripopterygidae. Inga underarter finns listade i Catalogue of Life.